# Александър Рачински
Александър Викторович Рачински (на руски: Александр Викторович Рачинский) е руски дипломат от XIX век с големи приноси към българското просветно и църковно дело през Възраждането. 

## Биография
Роден е в 1826 година в Белския уезд на Смоленска губерния, сега в Тверска област. Произхожда от доста състоятелно дворянско семейство. От 1841 година заема различни служби: в канцеларията на новгородския граждански управител, на киевския, подолския и волинския военен генерал-губернатор и други. В 1847 година оставя по свое желание военната служба. През 1852 година е съдия в Белския уездки съд.

### През Кримската война и след нея
През есента на 1855 година е в състава на Опълчението в Бесарабия, в 1856 година е прапоршчик в Смоленското опълчение по време на Кримската война. Описва впечатленията си в публикуваните в 1858 година „Походные письма ополченеца из Южной Бессарабии 1855 – 1856 гг.“ (вестник „Русская беседа“, 1858, № 2). В тях той разкрива страданията и драматичната съдба на българите преселници, бягащи от издевателствата на османците, пише също и за молдовските си и други познати. Българите той нарича „наши братя по вяра, по език, да не кажа и по племе: нека този въпрос решат учените хора. Но че те са наши братя по сърце, в това няма ни най-малко съмнение“. Пише за гнета им „от дивия фанатизъм на турците, коварното гръцко иго и натрапчивата католическа пропаганда“.
През войната Рачински се изпълва с желание да помогне на българите и в следващите години предприема редица действия с тази цел. През опълчението е посетил българското училище в Болград. В Одеса се запознава с Константин Миладинов, когото взима в своето имение Минино, където той се подготвя за постъпването си в Московския университет, приютява и други български студенти. Замисля да се създаде в Москва благотворителен славянски комитет, търси съмишленици и влиятелни московски поддръжници. Член е на инициативната група за създаването му. В началото на 1858 година е създадено Славянското благотворително общество (Славянски благотворителен комитет).

### В Македония
В 1858 година Комитетът го изпраща в командировка, заедно с Егор П. Южаков, в Македония. От Атон и Солун отиват в Кукуш, където тогава е учител братът на Константин Миладинов – Димитър Миладинов. Пристигането им предизвиква голяма радост сред кукушани, борещи се за просвета и богослужение на български и за български владика. Настаняват ги във владишкия конак (на прогонения в Дойран владика), канят ги по домовете си. Престояват в града цял месец (в края на 1858 – началото на 1859) и успяват добре да опознаят и училищното дело, и настроенията на населението. Рачински спомага да се затвърди богослужението на църковнославянски, учейки учениците и поповете. Кузман Шапкарев отбелязва, че Рачински е бил против идеята за уния, чрез която кукушани целели да се откъснат от гръцката патриаршия, и ги съветвал да не се делят от нея, но това не се възприема. Прави обиколки и извън Кукуш, съпровождан от Димитър Миладинов: Дойран, Карадаг и други места. Получава редица подаръци, които носи в Русия: старинно евангелие (вероятно Стаматовото четвероевангелие от XIII век, намиращо се сега в Санкт Петербург), невестинска народна носия, дар за руската императрица, старинни пенязи и други. По време на престоя си усъвършенства българския си език. Кани петима млади българи на учение в Русия. Кореспонденцията му с кукушкия първенец, водач на църковните и просветни борби на българите Нако Станишев продължава и през следващите години.
Рачински и Южаков са първи от русите, пътували във вътрешността на Македония; доказват, че този край, по онова време считан дори от руския посланик за гръцки, е славянски. Южаков публикува впечатленията си в списанието на Некрасов „Современник“ (1860, кн. 10). С възторг пише за будното българско съзнание, за добре уредените българските училища, заключавайки: „Аз гледам на българите като на народ с богати заложби за добро, за да не кажа – за велико“.

### Вицеконсул във Варна
След Кримската война във Варна, тогава в Османската империя, e основано руско вицеконсулство, а Рачински е назначен за първи вицеконсул на 14 октомври 1859 година. Докато в Цариград, в руското посолство, чака няколко месеца разрешение от османските власти, успява да се запознае с обстановката. Пристига във Варна през февруари 1860 година; установява добри отношения с местния паша Ашир бей, както и с архимандрит Филарет. Вече видял учебното дело в Кукуш, той остава изненадан от липсата на българско училище във Варна и, благодарение на добрите си контакти, успява не само да помага на българи да учат в Русия, но и да се организира българско училище в града. Съзнавайки необходимостта от славянско богослужение за населението, той успява най-напред да издейства от руския император и вселенския патриарх съгласие за откриване на руска православна църква и училище към нея във вицеконсулството. Остава във Варна до ноември 1862 година.

### Дейност в Русия
В Русия се занимава с литературно и публицистично творчество, с исторически изследвания. От 1863 година е във Вилнюс като служител на Министерството на вътрешните работи на Руската империя, като деловодител в Комисията по устроиство на музея на древността и други длъжности; от 1875 година е на служба в Москва, в Главния архив на Министерството на въшните работи, и остава на тази длъжност до смъртта си.
Умира на 9 октомври 1877 година в Москва.

## Памет
На негово име е наречена бившата улица II във Варна. Tова решение е взето през март 1912 г. на тържествено събрание на Варненското археологическо дружество по случай петдесетгодишнината на първото българско училище в града. Председателят на дружеството Херман Шкорпил предлага да се преименуват 30 улици (наречени линии) с имената на заслужили дейци на учебното дело и възраждането на българщината във Варна.